# Virginia (canción)
«Virginia» es un tema musical perteneciente a la actriz y cantante mexicana Chantal Andere, publicada en su primer álbum discográfico Regresa en 1990 y compuesta y dirigida por Rafael Pérez Botija. Fue el segundo corte musical después de Regresa" en 1991, año que se estrenó.
La letra de este tema musical, refleja y narra la tragedia de un secuestro infantil, muy posiblemente basándose  sin embargo el nombre de "Virginia" es un seudónimo, no conocemos el nombre de la o las víctimas en que se basó el autor. La canción cuenta la historia de "Virginia", una niña a la que secuestran quienes después se convertirían en sus verdugos. Sus padres para rescatarla tuvieron que pagar una gran suma de dinero y así salvarle la vida. Lamentablemente esto no ocurrió y la niña fue asesinada. 
- Datos: Q6163705